# Mariusz Załucki
Mariusz Andrzej Załucki (ur. 25 marca 1979 w Rzeszowie) – polski prawnik, profesor nauk społecznych w dyscyplinie nauki prawne, nauczyciel akademicki Uniwersytetu Rzeszowskiego i Krakowskiej Akademii im. Andrzeja Frycza Modrzewskiego, sędzia Sądu Najwyższego; specjalności naukowe: prawo cywilne, prawo własności intelektualnej, prawo międzynarodowe prywatne, ochrona i propagowanie praw człowieka.

## Życiorys
Syn Andrzeja i Haliny. W 2001 ukończył studia prawnicze na Wydziale Prawa i Administracji Uniwersytetu Rzeszowskiego. W 2006 na podstawie napisanej pod kierunkiem Ryszarda Skubisza rozprawy pt. Licencja na używanie znaku towarowego. Studium prawnoporównawcze otrzymał na Wydziale Prawa i Administracji Uniwersytetu Marii Curie-Skłodowskiej w Lublinie stopień naukowy doktora nauk prawnych w zakresie prawa. W 2013 na podstawie dorobku naukowego oraz rozprawy pt. Wydziedziczenie w prawie polskim na tle porównawczym uzyskał na Wydziale Prawa, Administracji i Ekonomii Uniwersytetu Wrocławskiego stopień doktora habilitowanego nauk prawnych w zakresie prawa, specjalność: prawo cywilne, prawo własności intelektualnej. W 2019 prezydent RP nadał mu tytuł naukowy profesora nauk społecznych.
Jest nauczycielem akademickim - profesorem Krakowskiej Akademii im. Andrzeja Frycza Modrzewskiego na Wydziale Prawa, Administracji i Stosunków Międzynarodowych. Pracował jako profesor nadzwyczajny na Wydziale Prawa i Administracji Uniwersytetu Rzeszowskiego, oraz jako profesor wizytujący na kilku zagranicznych uniwersytetach (m.in. Uniwersytet w Bristolu, Uniwersytet New South Wales w Sydney, Uniwersytet Keele, Uniwersytet Staffordshire, Uniwersytet Las Palmas de Gran Canaria, Uniwersytet w Reggio Calabria).
Wybrano go na członka Komitetu Nauk Prawnych Polskiej Akademii Nauk kadencji 2020–2023. Jest także członkiem Komisji Prawniczej Polskiej Akademii Umiejętności.
W 2022 został powołany na sędziego Sądu Najwyższego.